# 759 (číslo)
Sedm set padesát devět je přirozené číslo. Následuje po čísle sedm set padesát osm a předchází číslu sedm set šedesát. Římskými číslicemi se zapisuje DCCLIX a řeckými číslicemi ψνθ. 

## Matematika
759 je:
- Deficientní číslo
- Složené číslo
- Nešťastné číslo

## Astronomie
- (759) Vinifera je planetka hlavního pásu, kterou objevil v roce 1913 Franz Kaiser

## Roky
- 759
- 759 př. n. l.